# HTC Harrier
HTC Harrier（研發代號），是台灣宏達電公司所推出的智慧型手機，Blueangel的CDMA版，擁有3.5吋QVGA TFT螢幕，39鍵滑蓋式QWERTY鍵盤。2004年10月於北美首度發表。已知客製版本i-mate PDA2k EVDO，Audiovox PPC-6600，Audiovox PPC-6601KIT，UTStarcom PPC6600，UTStarcom＆Verizon VX6600，UTStarcom＆Verizon XV6600WOC，UTStarcom＆Sprint PPC6601KIT，Tata Indicom Konquer，Daxian CU928，Telecom New Zealand＆HTC Harrier。

## 技術規格
- 處理器：Intel XScale PXA263 400MHz
- 作業系統：Windows Mobile 2003 Pocket PC Phone Second Edition
- 記憶體：ROM：64MB，RAM：128MB
- 尺寸：125.1 毫米 X 71.6 毫米 X 18.7 毫米
- 重量：208g（含電池）
- 螢幕：QVGA 解析度、3.5 吋 TFT-LCD 平面式觸控感應螢幕
- 網路：CDMA2000 1x RTT/CDMA2000 1x EV-DO
- 藍牙：Bluetooth 1.1
- 相機：30萬畫素相機
- 電池：1490mAh充電式鋰或鋰聚合物電池

## 外部連結
- HTC（页面存档备份，存于）
- Qtek
- Dopod